# Бредлі Мак-Ґі
Бредлі Мак-Ґі (англ. Bradley McGee, 24 лютого 1976) — австралійський велогонщик.
Олімпійський чемпіон 2004 року в командній гонці переслідування, срібний призер 2004 року в індивідуальній гонці пересідування, бронзовий призер 1996 (індивідуальна гонка переслідування), 1996 (командна гонка переслідування), 2000 (індивідуальна гонка переслідування) років, учасник 2008 року.
Переможець Ігор Співдружності 1994 (індивідуальна гонка переслідування), 1994 (командна гонка переслідування), 1998 (індивідуальна гонка переслідування), 1998 (командна гонка переслідування), 2002 (індивідуальна гонка переслідування) років.
Чемпіон світу з трекових велоперегонів 1995 (командна гонка переслідування), 2002 (індивідуальна гонка переслідування) років.